# Peter Atkins
Peter Atkins (n. 10 august 1940, Amersham, Anglia, Regatul Unit) este un chimist britanic, autor al unei serii de tratate de chimie fizică și anorganică, și al unor cărți despre istoria ideilor științifice.

## Opere

### De interes pentru publicul larg
- The Creation. W.H.Freeman & Co Ltd. 1981. ISBN 0-7167-1350-0.
- The Second Law Scientific American Books, an imprint of W. H. Freeman and Company. 1984 ISBN 0-7167-5004-X
- Creation revisited. W.H.Freeman & Co Ltd. 1993. ISBN 0-7167-4500-3.
- Second Law: Energy, Chaos, and Form. W.H.Freeman & Co Ltd. 1994. ISBN 0-7167-5005-8.
- The Periodic Kingdom: A journey into the land of the chemical elements. BasicBooks. 1995. ISBN 0-46-507266-6.
- Atkins' Molecules. Cambridge University Press. 2003. ISBN 0-521-53536-0.
- Galileo's Finger: The Ten Great Ideas of Science. Oxford University Press. 2003. ISBN 0-19-860941-8.
- Four Laws That Drive the Universe. Oxford University Press. 2007. ISBN 0-19-923236-9.
- On Being: A scientist's exploration of the great questions of existence. Oxford University Press. 2011. ISBN 0-19-960336-7.
- Reactions: The private life of atoms. Oxford University Press. 2011. ISBN 0-19-969512-1.

### Tratate universitare
- Atkins, Peter W.; Symons, M. C. R. (1967). The Structure of Inorganic Radicals. Amsterdam, New York: Elsevier Pub. Co. OCLC 543225.
- Atkins, Peter W. (1991). Quanta: A Handbook of Concepts (ed. 2nd). New York: Oxford University Press. ISBN 978-0-198-55573-5.
- Atkins, Peter W. (1995). The Periodic Kingdom: A Journey Into the Land of the Chemical Elements. New York: BasicBooks. ISBN 978-0-788-15518-5.
- Atkins, Peter W.; Friedman, Ronald (2005). Molecular Quantum Mechanics (ed. 4th). Oxford University Press. ISBN 0-19-927498-3.
- Atkins, Peter W. (2009). Quanta, Matter, and Change: A molecular approach to physical chemistry. New York: W. H. Freeman. ISBN 978-0-7167-6117-4.
- Atkins, Peter W.; Shriver, D. F. (2010). Inorganic Chemistry (ed. 5th). W. H. Freeman. ISBN 978-1-4292-1820-7.
- Atkins, Peter W.; Jones, Loretta (2010). Chemical Principles: The Quest for Insight (ed. 5th). New York: W. H. Freeman. ISBN 978-1-4292-1955-6.
- Atkins, Peter W. (2010). Physical Chemistry (ed. 9th). Oxford University Press. ISBN 978-0-19-954337-3.
- Atkins, Peter W. (2011). Physical Chemistry for the Life Sciences (ed. 2nd). W.H. Freeman & Company. ISBN 978-1-4292-3114-5.